# SAP Arena
SAP Arena, tudi SAP–Arena, je večnamenska športna dvorana v Mannheimu, Nemčija. Objekt so odprli leta 2005 in ima maksimalno kapaciteto okoli 15.000 obiskovalcev. Dvorana v prvi vrsti služi kot dom rokometnega kluba Rhein-Neckar Löwen, hokejskega kluba Adler Mannheim in kot koncertno in kongresno prizorišče.
Dvorana vsako leto gosti preko 100 koncertov in kongresnih dogodkov. Velja za eno največjih v Nemčiji in eno najnaprednejših v Evropi. Dvorana se imenuje po glavnem sponzorju, računalniški korporaciji SAP.
Dvorano z mannheimskim mestnim središčem povezuje tramvajska linija št. 6 in novozgrajena povezovalna prometnica, ki je del zveznega in državnega avtocestnega omrežja.

## Galerija
- SAP-Arena in pripadajoča prometna vpadnica
- Chris Byrd - Vladimir Kličko, boksarski dvoboj.
- Pogled od znotraj